# Ruta departamental AN-107
La carretera Carhuaz - Chacas - San Luis, oficialmente ruta departamental AN-107, es una vía asfaltada de penetración que recorre las provincias peruanas de Carhuaz, Asunción y Carlos Fermín Fitzcarrald atravesando la Cordillera Blanca, en la región Áncash. Une a las ciudades capitales de Carhuaz, Chacas y San Luis entre las rutas nacionales PE-3N y PE-14C. 
La vía recorre la zona central del parque nacional Huascarán circundando los nevados Huascarán, Chopicalqui, Contrayerbas, Punta Olímpica y Ulta, haciendo posible la unión del Callejón de Huaylas y la Sierra Oriental de Áncash mediante el Túnel Punta Olímpica de 1.4 km que atraviesa la Cordillera Blanca en el macizo Ulta a 4732 m s. n. m. Posee la marca de ser la quinta carretera a mayor altitud del continente americano.
La carretera se construyó entre 1920 y 1984 con un abra a 4800 m s. n. m. Fue considerada en 2013, como una de las diez rutas más peligrosas del mundo por las cadenas de televisión Discovery Channel y The History Channel. Entre 2011 y 2013, tuvo lugar una ampliación que incluyó el asfaltado y la construcción del túnel. Presenta curvas muy cerradas y pendientes pronunciadas por lo que la velocidad de tránsito se restringe entre 30 y 50 km/h.
En 2017 y 2018 fue sede del Circuito Mundial de Downhill Skateboarding organizado por la International Downhill Federation, entre los meses de mayo y noviembre.

## Historia

### Proyectos y construcción de la trocha carrozable (1920 - 1984)
El inicio de su construcción como trocha carrozable se remonta a la década de 1920, durante el gobierno de Augusto B. Leguía, en esa época se planeó la interconexión del poblado minero de Pompey con el pueblo de Chacas, construyéndose, entre 1921 y 1930, un tramo de poco más de 5 km, mediante faenas comunales.
Años después, en la década del 30 se estudió la continuación de la carretera hasta la ciudad de Carhuaz, conformándose, en 1936, una comisión de jóvenes chacasinos encargada de explorar la posible ruta del proyecto: el paso entre los nevados Ulta - Contrahierbas, cuyo pico de 5.020 m s. n. m. fue bautizado como Punta Olímpica en 1936 en honor a la victoria de la selección peruana de fútbol sobre la selección de Austria durante las Olimpiadas de ese año. La expedición se conformó por Enrique Amez Castillo, Nadal Amez Espinoza, Wilfredo Amez Hoke, Serafín Conroy Chenda, Juan Falcón, Alberto Fortuna, Gustavo Loli y Tomás Roca Vidal, 
En 1941 se acordó el primer trazado topográfico de la carretera hacia Carhuaz y en 1946 se conformó el primer comité pro construcción.

«El flamante comité gestionó, mediante memoriales refrendados por innumerables firmas de la ciudadanía, la ejecución de la obra ante parlamentarios y los poderes públicos; las respuestas obtenidas eran las muchas promesas, siempre incumplidas, que se diluían con el transcurso del tiempo, pero no causaban desánimo en los estusiastas chacasinos (...), quienes persistían en los trámites intentando conseguir lo que parecía un sueño inalcanzable. Nunca se perdió la esperanza de tener una carretera directa hacia el Callejón de Huaylas.»

La construcción de la trocha quedó postergada durante casi 40 años hasta el terremoto de Áncash de 1970, cuyas consecuencias nefastas propiciaron el apoyo económico del gobierno central e internacional con la rehabilitación y construcción de vías entre 1970 y 1975.
Los trabajos se dividieron en dos frentes geográficos: el San Luis-Chacas que culminó en 1971, y el de Chacas-Carhuaz, que inició en 1976. Se realizaron faenas comunales con ayuda de dos tractores enviados desde Huaraz. Finalmente, la ruta fue completada en 1984 con un túnel de 80 metros a 4850 m s. n. m.

### Asfaltado y construcción del túnel
Las gestiones para el asfaltado de la ruta datan del año 1999, año en que un reducido grupo de ciudadanos chacasinos —liderados por José Zaragoza y Misael Noriega—, apoyados por la municipalidad de Chacas y el sacerdote Ugo de Censi, formaron el comité Pro Carretera Callejón de Huaylas - Chacas - San Luis, con la finalidad de gestionar las dos opciones de interconexión: la Ruta Marcará-Chacas vía quebrada Honda, y la ruta Carhuaz-Chacas vía quebrada Ulta. 
En el 2007, el INRENA, organismo supervisor de las áreas protegidas, descartó la ruta por Marcará sustentando la intangibilidad del parque nacional Huascarán, y el hecho de que ya se contaba con una trocha construida desde Carhuaz. El comité trabajó en los estudios definitivos de esta opción, y la tasación de la inversión con el MEF y la Universidad del Pacífico (460 millones de soles) presentándolos al Gobierno Regional de Áncash, entidad que finalmente convocó a licitación en 2008. Para noviembre de 2010, 12 de los 20 consejeros regionales de Áncash votaron a favor de la licitación con la constructora brasileña Odebrecht.
La construcción de la carretera inició en abril de 2011 con la voladura de rocas y la ampliación del ancho de vía de 4.5 m a 6.5 m. La constructora organizó 3 frentes de trabajo con sus respectivas plantas de asfalto: frente Shilla en Carhuaz, frente Punta Olímpica y frente Tuma en Chacas. El túnel proyectado presentó inconvenientes con respecto a la composición de las rocas en su emplazamiento original (donde mediría 500 m.) por lo que se decidió reubicar la construcción en el macizo Ulta, con rocas de mejor composición. 
El túnel es de sección 7.45 m x 6.5 m y consta de 2 carriles con una pendiente de 5% desde la entrada hacia la salida, con pavimento rígido y canaletas de drenaje y un falso techo construido bajo el método austríaco, que consiste en sostener las rocas mediante barrenos, pernos, mallas y shotgrids anclados, que a la vez recepcionan las aguas de filtraciones subterráneas. Para la construcción del túnel se emplearon dos Jumbos (uno en cada frente de entrada y salida) mediante el método de voladura controlada (smothblasting) para no impactar demasiado en el macizo rocoso. Fue inaugurado en agosto de 2013, con la presencia del presidente del Comité de Obras y del presidente regional de Áncash.
Caso Lava Jato
En 2014, la Contraloría General de la República denunció a la constructora Odebrecht por haberse beneficiado con la sobrevalorización de materiales durante la gestión de César Álvarez en el Gobierno Regional de Áncash. Al terminarse la obra, el 12 de setiembre de 2013, se habían gastado 559 millones 322 mil 708 soles, lo que supuso 18 % adicional al monto proyectado de 460 millones. Según la Contraloría, de ese pago adicional pudieron ahorrarse unos 27,1 millones de soles. Por esta y otras denuncias, César Álvarez fue arrestado, y en junio de 2019 condenado a 8 años de prisión efectiva por haberse beneficiado con US$ 2,6 millones. La fiscalía cobró la suma de 50 millones de soles como reparación civil.

## Recorrido

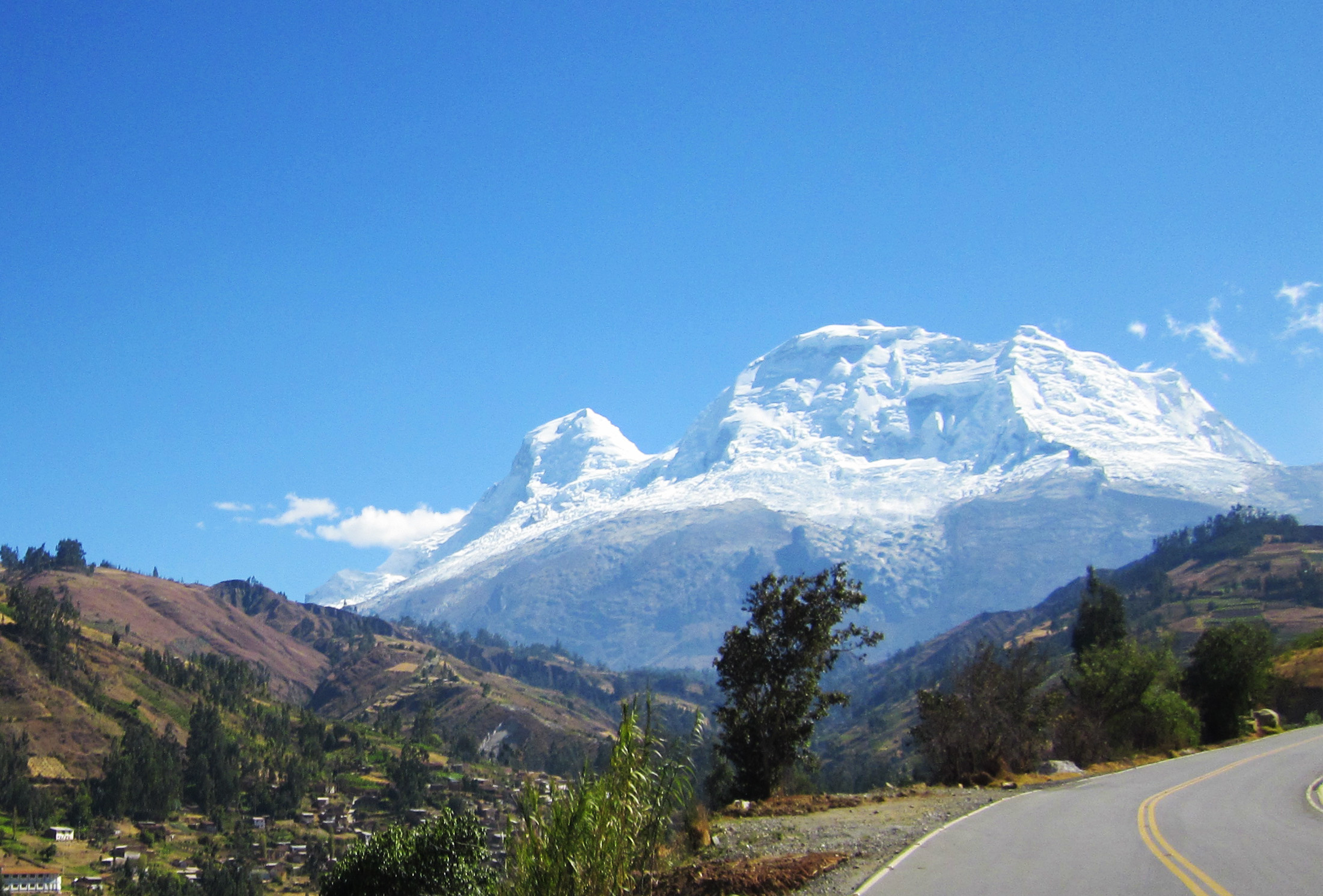
Km 05: vista del nevado Huascarán desde Carhuaz.

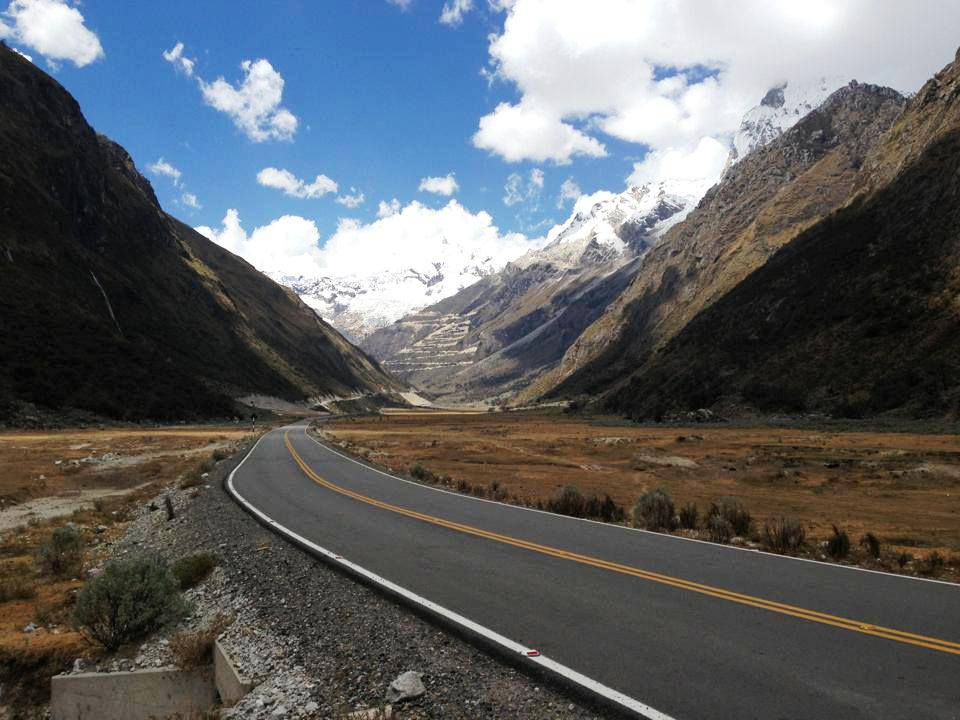
Km 25: quebrada Ulta, al fondo se distinguen el tramo de las «Mil Curvas».

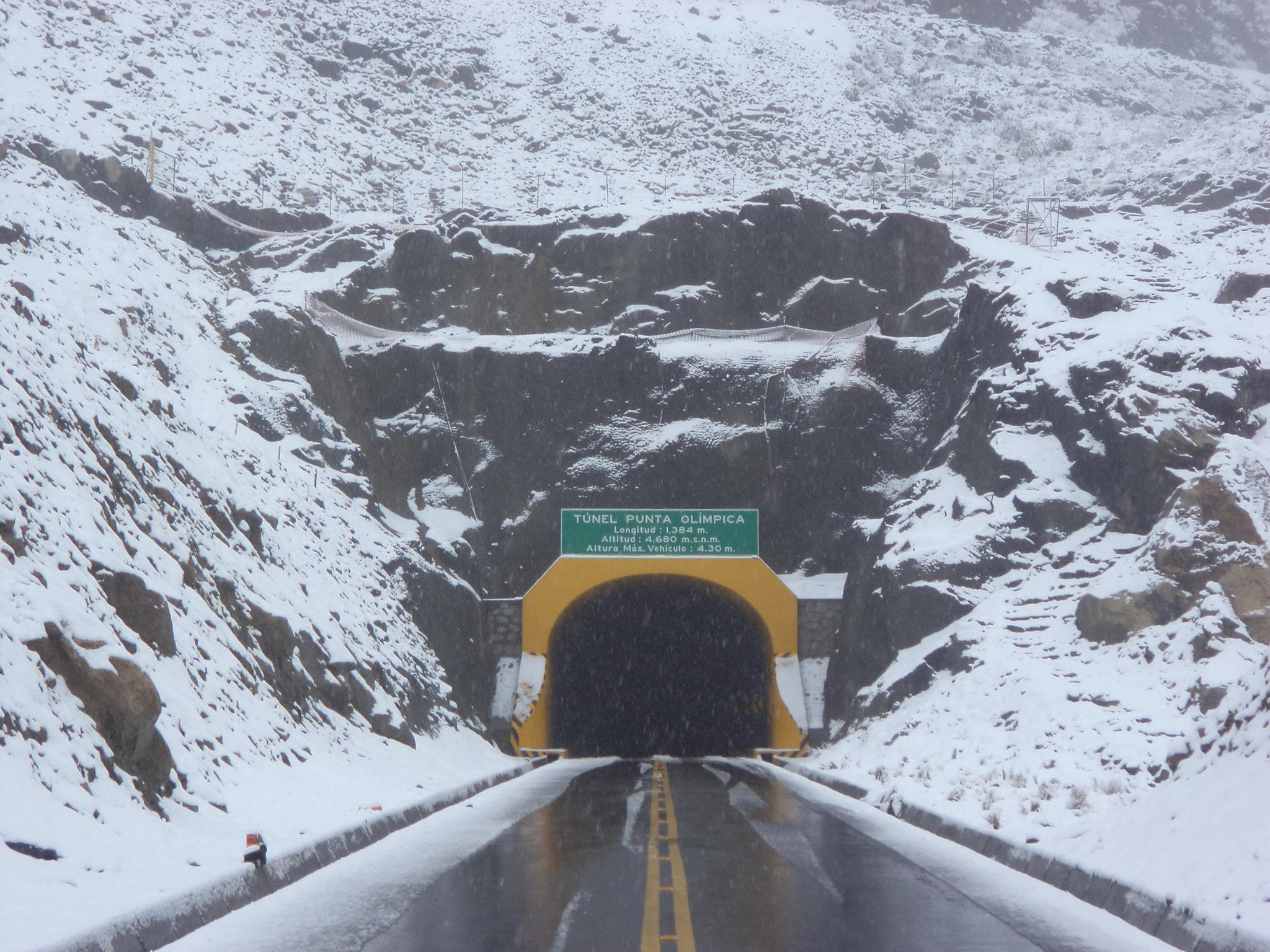
Km 42:Túnel Punta Olímpica a 4736

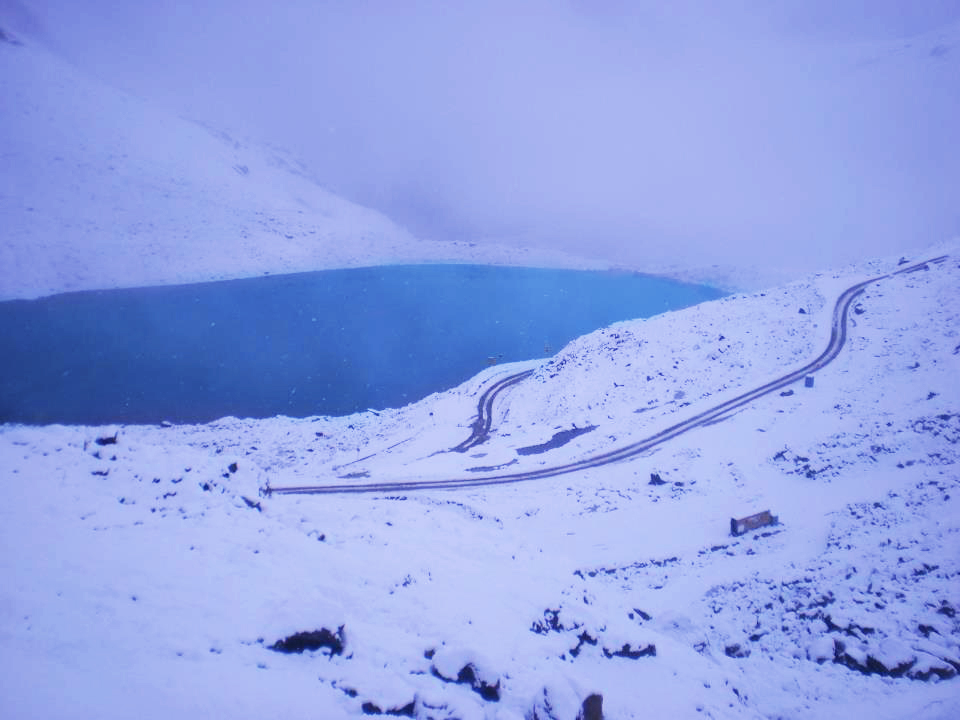
Km 43:Laguna Belaúnde, a la salida del túnel con dirección a Chacas. (foto 2010).

### Provincia de Carhuaz
La carretera inicia su recorrido en la intersección con la Carretera Longitudinal de la Sierra PE-3N, en la ciudad de Carhuaz, a 2640 m s. n. m., hace su ascenso por la margen del río Uco hasta el poblado de Shilla ubicado en el kilómetro 10, sobre los 3030 m s. n. m. Sigue ascendiendo hasta adentrarse en la quebrada Ulta, ubicada en el parque nacional Huascarán, este valle glaciar es recorrido en toda su longitud hasta llegar al sector conocido como las mil curvas, entre los 3940 m s. n. m. y 4732. El ascenso se realiza por la falda de los nevados Ulta y Punta Olímpica, hasta llegar al Túnel Punta Olímpica ubicado en el kilómetro 48, a 4732 m s. n. m. (con 1.3 kilómetros de longitud es el túnel vehicular a mayor altitud del mundo y el de mayor longitud del Perú).

#### Mirador Punta Olímpica
Es un pequeño malecón construido en 2013 enteramente en granito. Cuenta con bancas para la observación de los nevados Huascarán, Chopicalqui, Contrahierbas y Ulta y ocasionalmente el vuelo de los cóndores (frecuentes entre febrero y mayo). Se ubica a 4700 m s. n. m. y a 50 m de la carretera.

### Provincia de Asunción
Ya en el lado oriental de la Cordillera Blanca, las curvas muy cerradas continúan rodeando las lagunas Belaúnde, Cancaragá, Torococha y Yanarraju culminando su recorrido en esta última con un total de 46 curvas en U en 27 km. La carretera recorre la quebrada Potaca de oeste a este rodeando siguiendo el curso del río Potaca, atravesando al límite del parque nacional Huascarán en el kilómetro 63 a 3 650 m s. n. m., para continuar el recorrido hacia el centro poblado de Huallin en el kilómetro 68 y posteriormente a la ciudad de Chacas (km 72) ubicada a 3 360 m s. n. m., continúa su recorrido de sur a norte atravesando los poblados de Jambón, Tazapampa, Upacasha y Acochaca hasta llegar al puente Acochaca a 2840 m s. n. m. cruzando así el río Acochaca que hace de límite natural entre las provincias de Asunción y Carlos Fermín Fitzcarrald.

#### Mirador Cancaragá
La cabaña, ubicada en el campo morrena del nevado Ulta, a escasos metros de la laguna Cancaragá, se construyó en 2001 por los Artesanos Don Bosco, con la finalidad de albergar al párroco de Chacas, Ugo de Censi, quien permanecía en este lugar en retiro espiritual debido a la calma que la naturaleza le ofrecía, en este lugar, el padre se dedicaba a la pintura y contemplación. Luego de estar abandonada por más de 10 años, en 2014 se puso en valor nuevamente con la construcción de un sendero de 70 metros que comunica con la carretera.

### Provincia de Carlos F. Fitzcarrald
Luego de cruzar el río Acochaca, la carretera sigue con orientación este a oeste e inicia un ascenso con curvas moderadas con un margen altitudinal de 300 metros atravesando el centro poblado de Colcabamba en el km. 92 y una falla geológica de desgarre de 1 km en el mismo sector que no ha sido asfaltado; continúa hacia la ciudad de San Luis culminando así los 99 km de recorrido para unirse con la Carretera Longitudinal de Conchucos proveniente de la provincia de Huari.

## Empresas de transporte
| Empresas con recorrido distrital e interprovincial | Empresas con recorrido distrital e interprovincial            | Empresas con recorrido distrital e interprovincial | Empresas con recorrido nacional | Empresas con recorrido nacional                                          | Empresas con recorrido nacional |
| Empresa                                            | Trayecto                                                      | Salidas de Chacas                                  | Empresa                         | Trayecto                                                                 | Salidas de Chacas               |
| -------------------------------------------------- | ------------------------------------------------------------- | -------------------------------------------------- | ------------------------------- | ------------------------------------------------------------------------ | ------------------------------- |
| Colectivos y taxis "Lince"                         | Chacas - Carhuaz - Huaraz                                     | 24/7                                               |                                 |                                                                          |                                 |
| Renzo                                              | Pomabamba - Piscobamba - San Luis - Chacas - Carhuaz - Huaraz | L/D: 5 a. m., 1 p. m..                             | Sifuentes                       | Huari - San Luis- Chacas - Carhuaz - Huaraz - Pativilca - Lima           | Lu., Mi., Sá.                   |
|                                                    |                                                               |                                                    | Chavin Express                  | Chavín - Huari - San Luis - Chacas - Carhuaz - Huaraz - Pativilca - Lima | Lu., Mi., Sá. : 5pm             |

## Deportes de aventura

### Longboard

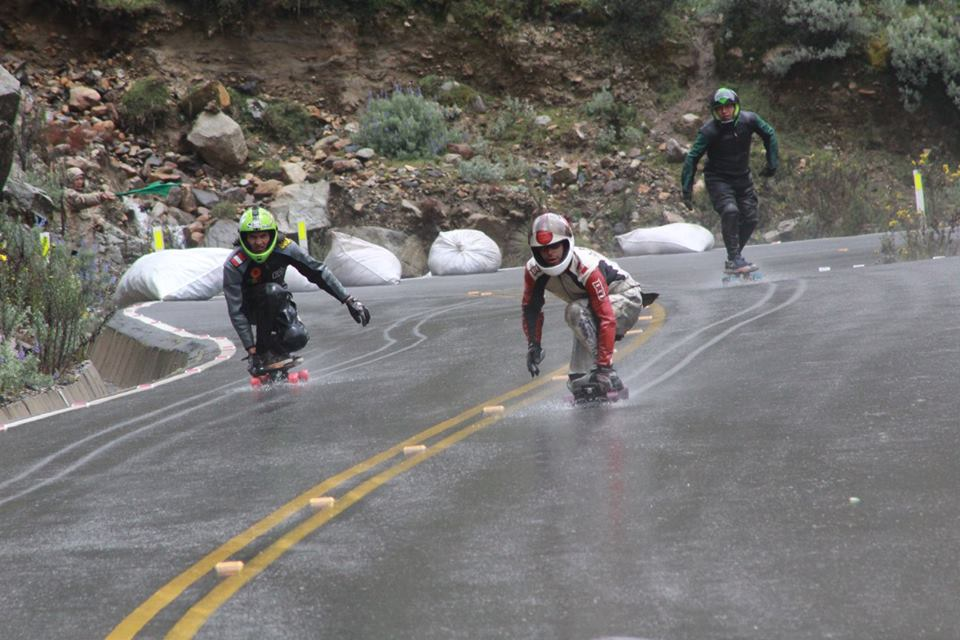
Participantes del Campeonato Mundial de Downhill Skateboarding en marzo de 2017.

Gracias a su gradiente pronunciada y presencia de curvas complicadas, deportes extremos como el longboarding se vienen promocionando desde su inauguración.
- En septiembre de 2016, la Kia Motors lanzó un spot comercial con el nuevo modelo Sportage 2017 acompañado del campeón mundial de longboard James Kelly en el tramo Punta Olímpica - Ulta.
- En marzo de 2017 fue sede del Campeonato Nacional de Downhill Skateboarding que clasificó a 5 representantes peruanos para el evento internacional que se llevará a cabo en mayo.
- Desde 2017 es una de las 14 sedes del Circuito Mundial de Downhill Skateboarding con el evento Yaku Raymi, que se celebrará durante 3 días, el campeonato está organizado por la Municipalidad de Chacas y la International Downhill Federation, con cortes de ruta que superan los 50 km/h de velocidad promedio.

### Bicicleta de montaña
Forma parte del circuito de bicicleta de montaña Vuelta al Huascarán, competición que se realiza anualmente y en que se recorren más de 300 km de carreteras en el parque nacional Huascarán.